# Stelis parvilabris
Stelis parvilabris är en orkidéart som beskrevs av John Lindley. Stelis parvilabris ingår i släktet Stelis och familjen orkidéer. Inga underarter finns listade i Catalogue of Life.